# Stichobasis mima
Stichobasis mima är en fjärilsart som beskrevs av Jean Bourgogne 1939. Stichobasis mima ingår i släktet Stichobasis och familjen säckspinnare. Inga underarter finns listade i Catalogue of Life.